# La Lande-Patry
La Lande-Patry är en kommun i departementet Orne i regionen Normandie i nordvästra Frankrike. Kommunen ligger i kantonen Flers-Sud som tillhör arrondissementet Argentan. År 2022 hade La Lande-Patry 1 752 invånare.

## Befolkningsutveckling
Antalet invånare i kommunen La Lande-Patry
| Referens: INSEE |